# Sedenia atacta
Sedenia atacta is een vlinder van de familie van de grasmotten (Crambidae). De wetenschappelijke naam van deze soort is voor het eerst voorgesteld als Talis atacta door Alfred Jefferis Turner in een publicatie uit 1942.
De soort komt voor in Australië.